# Споменик на гробу пуковника Милована Недића
Споменик на гробу пуковника Милована Недића у Нишу је посвећен пуковнику Миловану Недићу (1866-1913) налази се на Старом нишком гробљу. Споменик је подигнут око 1918. године, уврштен је у листу заштићених споменика културе Републике Србије (ИД бр. СК 681).

## Историја
Представљен је у облику масивног правоугаоног стуба, постављеног на нижем квадратном постољу, изнад кога се уздиже постамент основе крста, висине 2 метра на коме је натпис: „Пуковник Милован Недић 1866-1913 – захвална отаџбина“. Споменик је рађен од венчачког камена, а подигнут је од српске владе по завршетку Првог светског рата.
Током Првог балканског рата, 1912. године, пуковник Милован Недић командовао је Другом моравском дивизијом; извојевао је неколико победа против Турака на Косову и Метохији, заузевши Приштину; такође је заузео Тетово и Гостивар (данас у Северној Македонији); Надовезујући се на ове успехе, Недић и његова дивизија су напредовали до Битоља, где су одолели главном нападу турске војске коју је предводио Џавиф-паша на Облаково, Гопешу и Ђавату. Током Другог балканског рата, 1913. године, против Бугара, Недић је потиснуо једну бригаду бугарске IV дивизије на планину Плавицу, прешао Злетовску реку и заједно са Шумадијском дивизијом под командом генерала Божидара Терзића заузео кључни положај Рајћанског рида и тако је допринео пробоју бугарског фронта и српском успеху у бици код Брегалнице. Милован Недић умире од колере у Нишу по завршетку Другог балканског рата.

## Споменик културе
Споменик на гробу пуковника Милована Недића регистрован је у Непокретна културна добра на територији општине Палилула, града Ниша. Одлука СО Ниш број 020-24/83 од 07.03.1983. године. На основу одлуке Извршног савета Скупштине општине Ниш, 1983. године додаје се на списак Завода за заштиту споменика културе у Нишу и заведена је као непокретно културно добро: споменик културе.